# Cerveteri
Cerveteri (/tʃer.ˈvɛː.te.ri/) est une commune de la ville métropolitaine de Rome Capitale dans le Latium en Italie.
C'est l'antique cité étrusque de Chisra ou Cisra (Cære pour les Romains).
Elle est connue pour ses tombeaux étrusques, principalement regroupés dans la nécropole de Banditaccia – dont la remarquable « tombe des Reliefs ».

## Géographie
Le centre de Cerveteri est situé à 45 km au nord-ouest du Colisée de Rome, à 16 km du lac de Bracciano, et à environ 6 km de la mer Tyrrhénienne.
À 13 km au nord-ouest de Cerveteri se trouve, en bord de mer, le site archéologique de Pyrgi, l'un des trois ports de Cisra/Cære.

## Histoire

### Préhistoire et Antiquité
Des preuves archéologiques font remonter au début de l'âge du fer, vers le IXe siècle av. J.-C., la présence humaine sur le plateau de l'actuelle Cerveteri ; l'une des plus vieilles tombes de la nécropole de Banditaccia est une sépulture à incinération typique de la culture villanovienne (première phase de la culture étrusque) du IXe ou VIIIe siècle av. J.-C., avec petit puits cylindrique central destiné à contenir une urne cinéraire biconique en céramique, recouverte d'une jatte, le tout surmonté d'une grande dalle de tuf. C'est aussi à cette époque qu'apparaissent les premiers groupes de fosses d'inhumation simples qui accompagnent le début de l'essor de cette culture. La disparition presque simultanée des implantations de l'âge du bronze aux alentours suggère que la ville fut fondée à la suite de phénomènes de centralisation de la population, pour des besoins économiques et défensifs[réf. nécessaire].

Rome et ses voisins au

Selon la tradition historiographique, elle fut fondée par les Pélasges sous le nom d'Agylla, puis conquise par les Étrusques qui la renommèrent Cisra ou Chisra. L'auteur latin Strabon mentionne que les Romains l'appelaient Caere, et les Grecs Agylla.
« Anciennement, en effet, Cæré se nommait Agylla : c'étaient, à ce qu'on assure, des Pélasges venus de Thessalie qui l'avaient fondée. Mais les Lydiens (j'entends ceux qui prirent le nom de Tyrrhènes) ayant mis le siège devant Agylla, un des leurs, dit-on, s'approcha du rempart et demanda qu'on lui dit le nom de la ville, et comme, au lieu d'obtenir la réponse à sa question, il avait été salué par un Thessalien du haut du rempart du mot Χαῖρε (bonjour), les Tyrrhènes virent là un présage heureux et firent de ce mot un nom nouveau qu'ils donnèrent à la ville, quand ils l'eurent prise. Aujourd'hui, du reste, cette ville illustre et naguère si florissante, n'est plus que l'ombre d'elle-même, au point que les thermes qui se trouvent dans ses environs, les thermes dits de Cæré, sont en réalité infiniment plus peuplés qu'elle, vu l'affluence des gens qui s'y rendent pour raison de santé. »
— Strabon , Géographie,V, 2.
Elle était membre de la Dodécapole étrusque.
Vers 540-535 av. J.-C. ses navires participent à la bataille navale d'Alalia qui a lieu soit près des côtes de Corse orientale, soit au large des ports de Cisra : Alsium (it), Punicum (Santa Marinella) et Pyrgi.
Lorsque Brennos saccagea la ville de Rome en 390 av. J.-C., Cisra soutint les Romains : elle reçut les vestales et la population fuyant l'invasion, puis attaqua en Sabine les Gaulois sur le chemin du retour, parvenant à récupérer le trésor volé aux Romains.
Vers 358-351 av. J.-C., alors que Rome était en guerre contre Tarquinia, Cisra noua une alliance avec les Romains . Il semble qu'elle resta neutre et ne participa pas aux combats contre les Étrusques. Puis Cære fut intégrée aux possessions romaines vers le milieu du IVe siècle av. J.-C. en devenant le premier municipe sine suffragio. Elle conserva ses institutions particulières qui sont encore attestées au IIe siècle de notre ère.

### Compléments sur les périodes préhistoriques et antiques deCisra / Caere
Depuis Cerveteri, on accède à la nécropole étrusque de Banditaccia, inscrite sur la liste du patrimoine mondial de l’Unesco avec celle de Monterozzi de Tarquinia depuis 2004. 
Le Museo Nazionale Archeologico de Cerveteri et le Musée national étrusque de la Villa Giulia à Rome, exposent dans leurs vitrines des éléments des ensembles funéraires de ses tombes.

La cité-État de Cisra
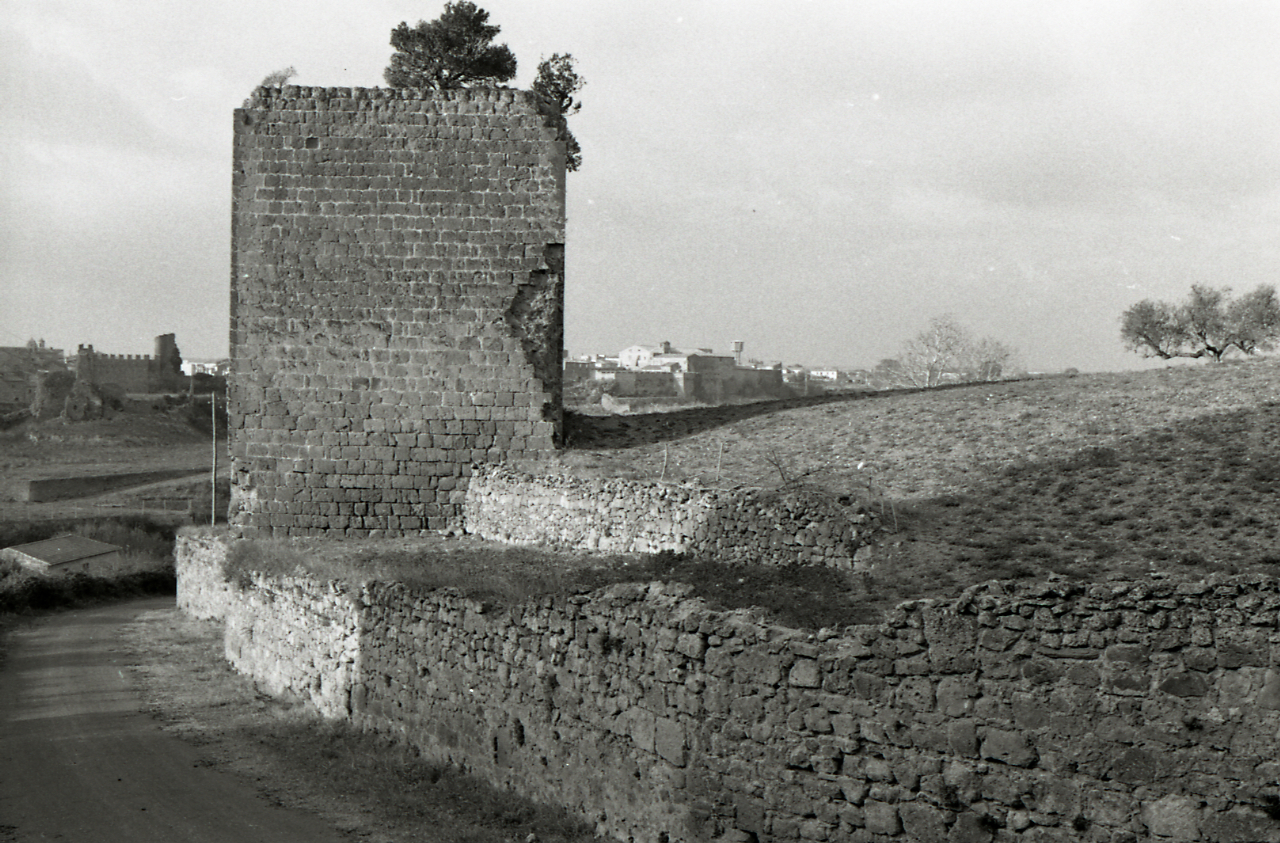
Fortifications de la métropole protohistorique de « Cisra ».
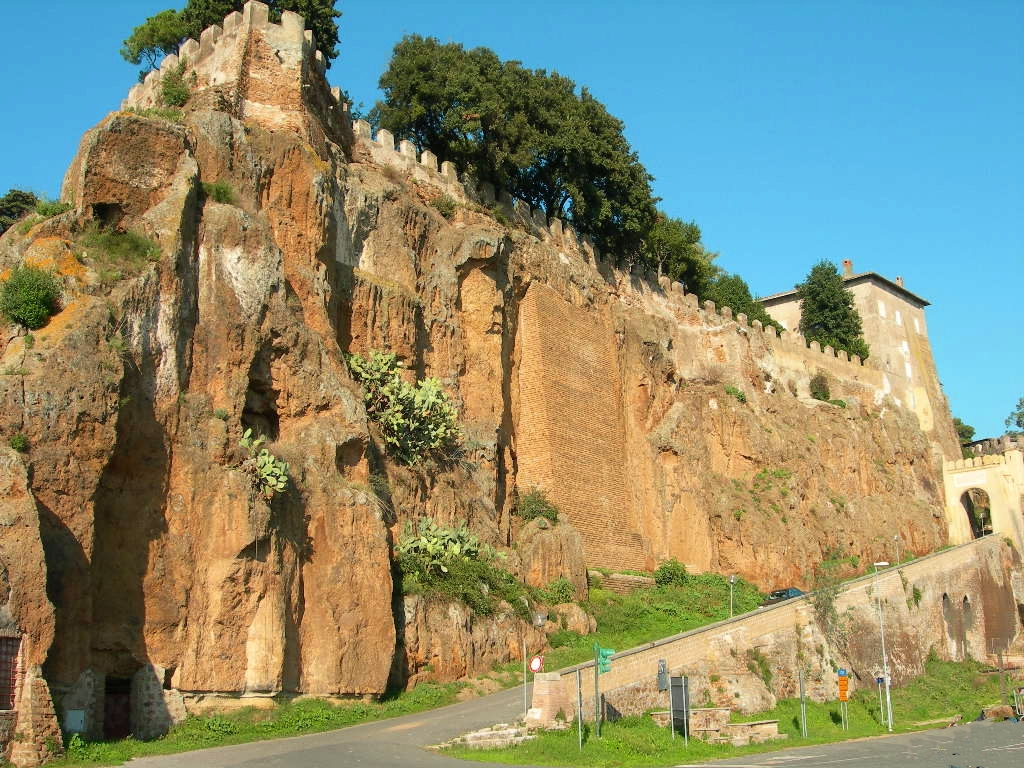
Les contreforts fortifiés de « Cisra »[n 2].
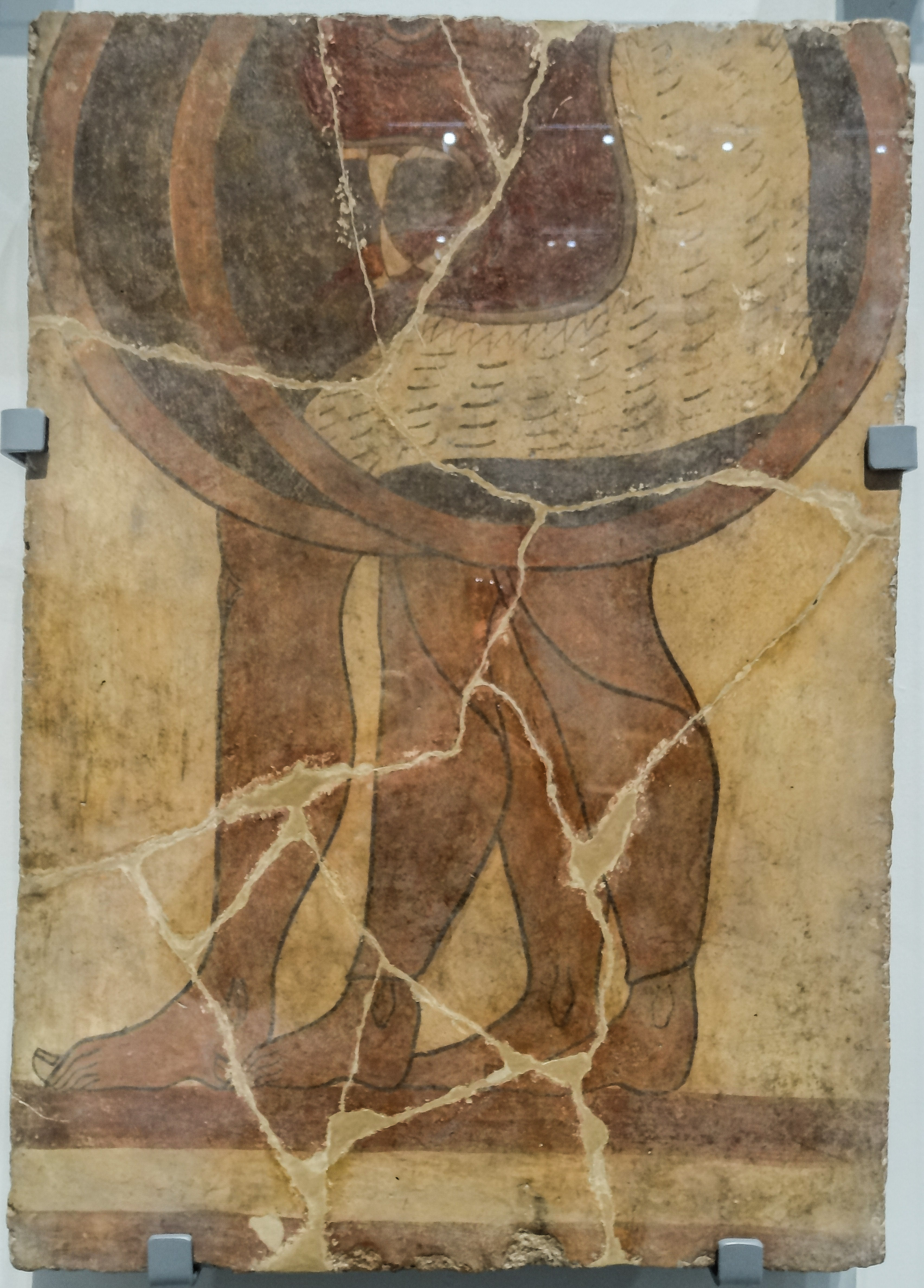
Motifs de guerrier peints sur plaque de grès issue d'un vestige d'habitat de la cité de « Cisra »[n 3].

La nécropole de Banditaccia
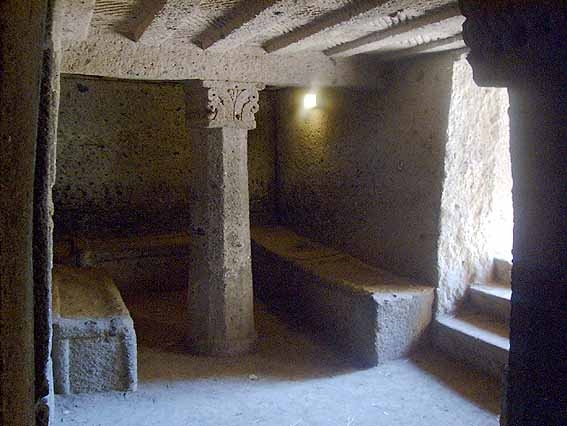
Sépulture[n 4].
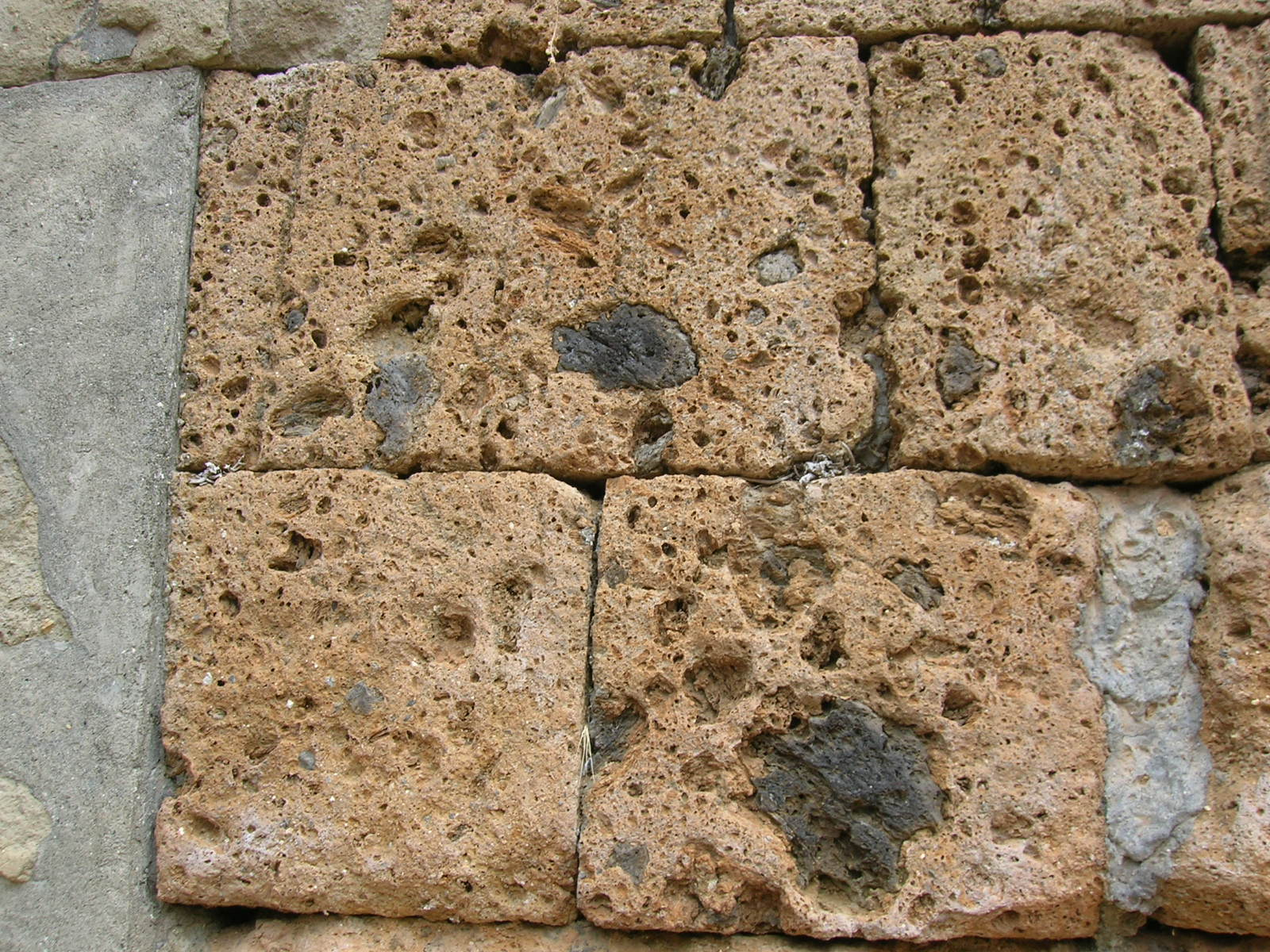
Vestiges d'infrastructure funéraire.
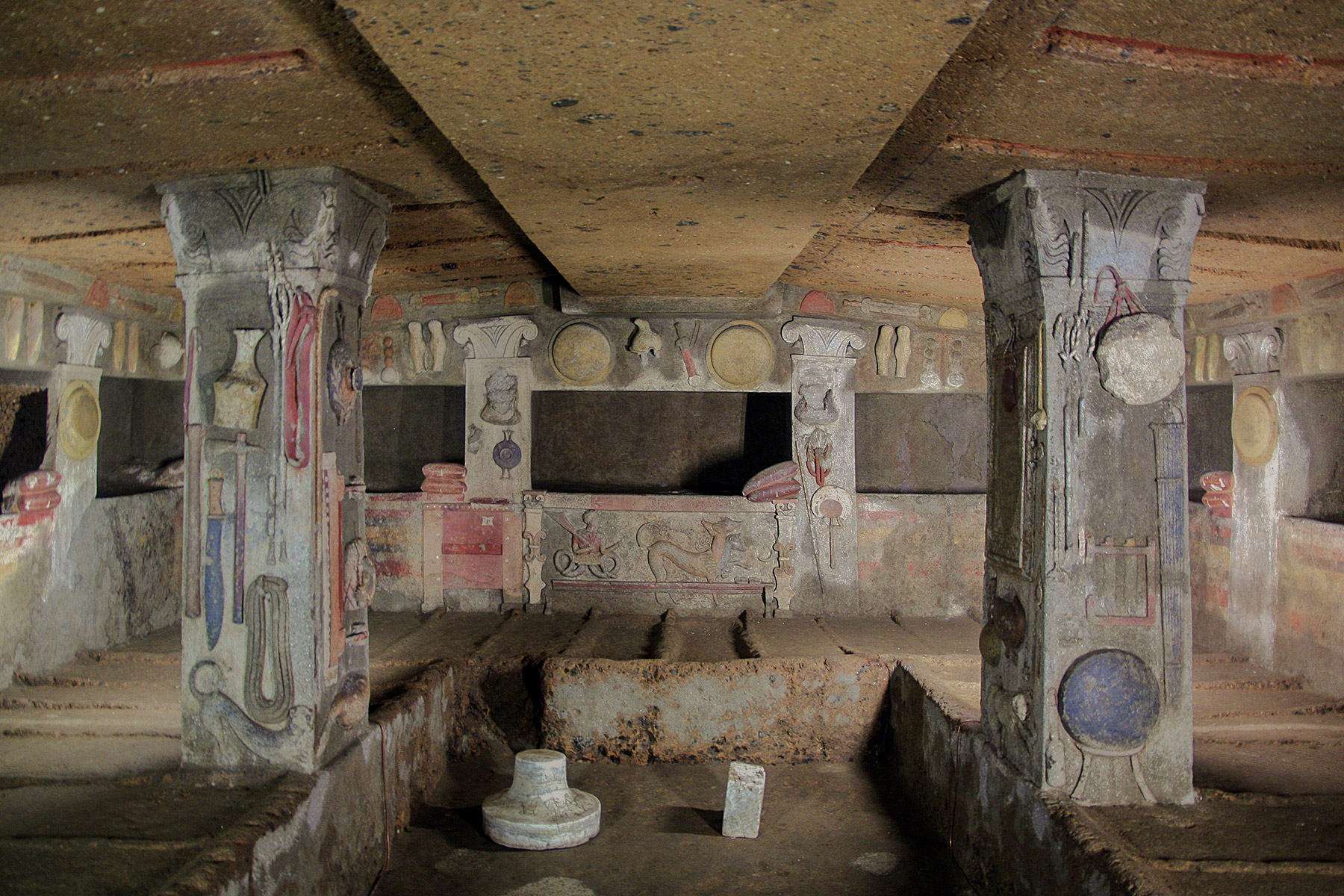
Sépulture : la Tomba dei Rilievi.
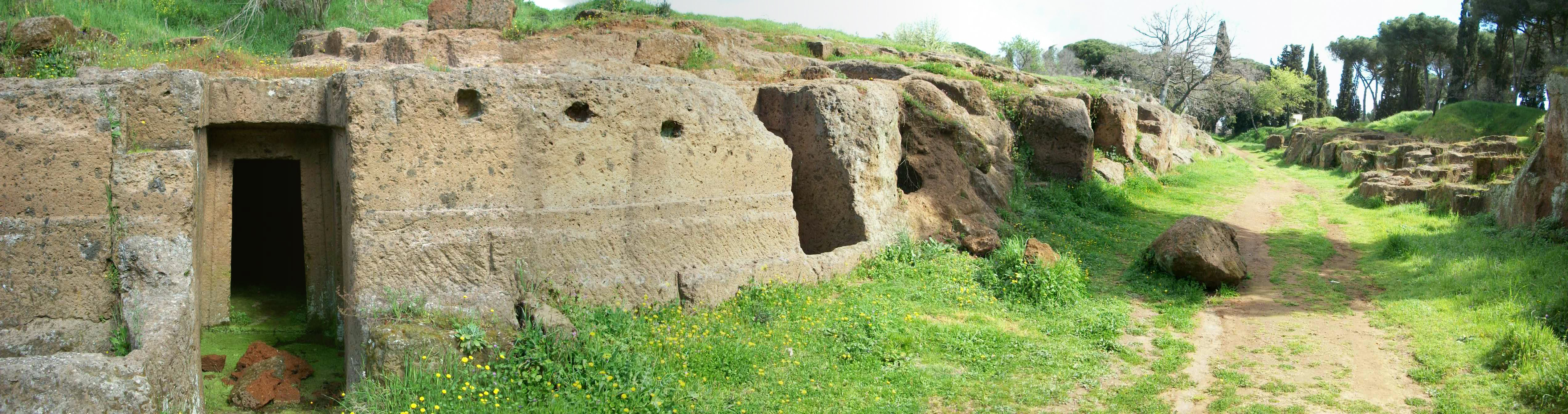
Vue panoramique.
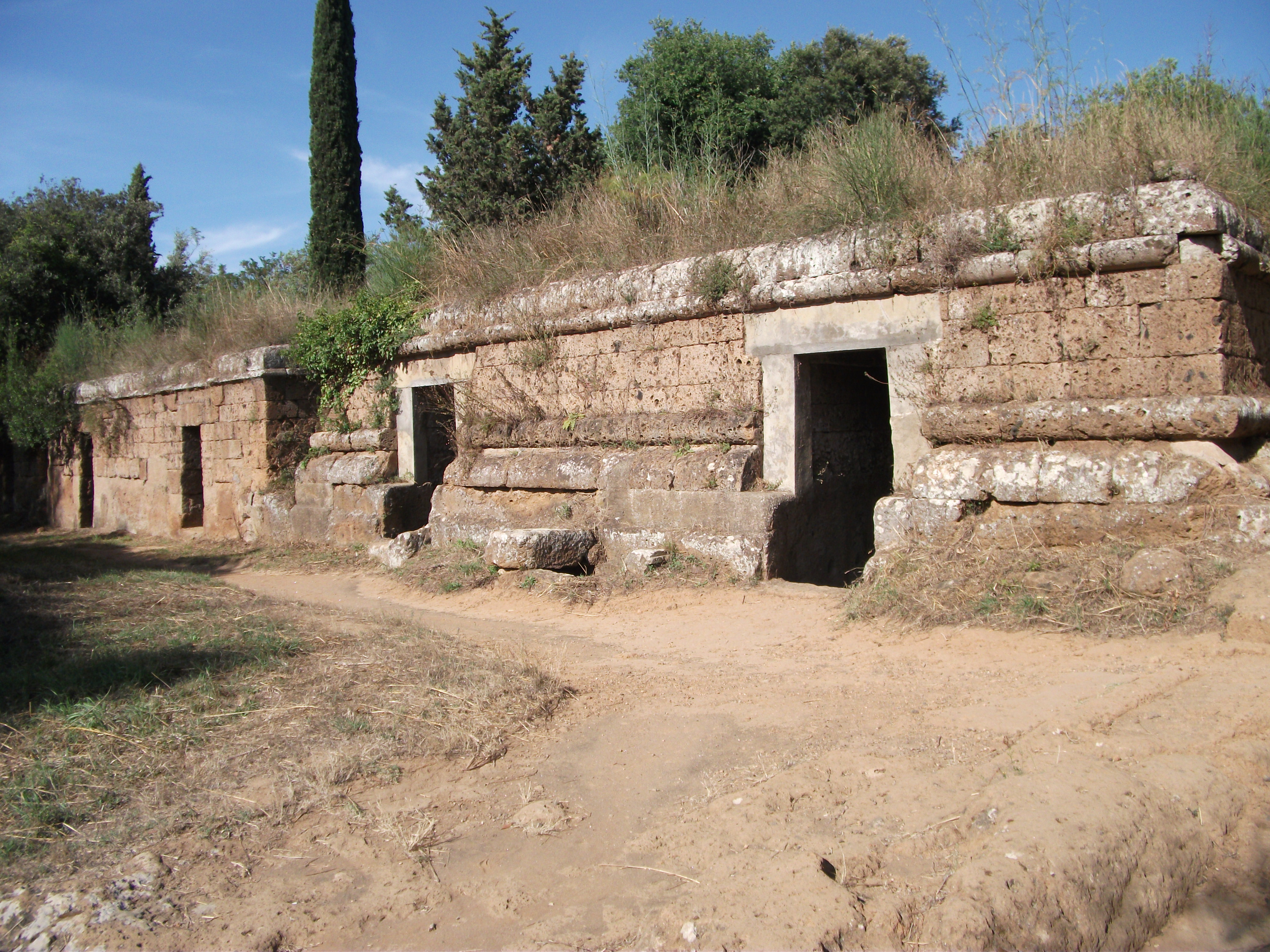
Tombes.

À l'instar de ses homologues urbaines toscanes, la cité-État de « Cisra » s'octroie d'un fait fondateur assigné au VIIIe siècle av. J.-C.. Cette dernière est située en hauteur, prenant appui sur un large promontoire, lequel surplombe le littoral tyrrhénien. Par conséquent, en regard de ce cadre topographique particulier, on peut attribuer à la métropole étrusque une implantation géostratégique dite de castramétation. La ville, cooptant d'une surface au sol d'environ 150 hectares, est ceinte d'une massive fortification de pierre taillée. D'autre part, dès le milieu du 1er âge du Fer, le complexe urbain étrusque semble disposer d'un statut de plaque tournante économique majeur. Différents faits archéologiques, corroborées par plusieurs évocations littéraires antiques, mettent en évidence que celle-ci fait l'objet d'abondants échanges commerciaux, essentiellement avec les Chalcidiens, les Syrio-Phéniciens, et les Grecs de Méditerranée orientale. Cette situation contribue à l'enrichissement de la cité protohistorique, notamment par le biais d'exportations massives de produits manufacturés étrusques de bronze et d'étain, mais également, et dans une moindre mesure, par la vente de vaisselle fine ouvragée en terre-cuite tels que des buccheri à vernis noir, ou encore des « pythoï » pourvus de dorures à la feuille,,.
En contre-point, les connaissances que l'on possède sur la cité de « Cisra » à l'époque villano-proto-étrusque et au début de la période orientalisante (du IXe siècle av. J.-C. jusqu'au début du VIIe siècle av. J.-C.) sont relativement faibles en regard de celles correspondant à la fin de cette dernière et à l'ensemble de l'époque archaïsante. Toutefois, on peut objecter que le complexe funéraire auquel la métropole est associée nous fournit des éléments d'information matériels. La nécropole de Banditaccia, localisée à quelques centaines de mètres, est attestée dès le début du IXe siècle av. J.-C. Ces nombreuses tombes ont fait l'objet de multiples fouilles et découvertes archéologiques majeures,, elles révèlent des indices concrets sur le quotidien social, culturel et économique des citadins du complexe proto-urbain de « Cisra », au cours de la genèse de la civilisation étrusque,,.
Pour autant, les éléments archéologiques que l'on possède de cette métropole étrusque du Latium septentrional témoignent de l'existence probable d'un haut personnage, un « Zilath »,,,,,, (l'équivalent du rex en Étrurie). Cette personnalité souveraine, connue sous le patronyme de « Thepharie Velanias »,, (ou « Thebarie Velanias » selon la traduction), aurait régné sur la cité de « Cisra » au cours du VIe siècle av. J.-C..
En l'occurrence, une dédicace à vocation à la fois funéraire et religieuse, dont on a retranscrit la syntaxe apparaissant sur l'un des artéfacts épigraphiques du groupe dit lamelles de Pyrgi,, met en lumière certains faits et événements historiques associés au « zilath » de « Cisra ». La lamelle A de Pyrgi matérialise également les circonstances relatives à la mort du roi étrusque,,,,. En voici la transcription littérale, établie en langue étrusque :
« ita . tmia . icac . he/ramaśva . vatieχe / unialastres . θemia/sa . meχ . θuta . θefa/rie{i} . velianas . sal / cluvenias . turu/ce . munistas . θuvas / tameresca . ilacve / tulerase . nac . ci . avi/l . curvar . teśiameit/ale . ilacve . als′ase/ nac . atranes . zilac/al . seleitala . acnaśv/ers . itanim . heram/ve . avil . eniaca . pul/umχva »
— Scuola Normale Superiore Laboratorio di Storia, Archeologia, Epigrafia, Tradizione dell'antico, Lamelle A de Pyrgi, 2008-2016.

### Moyen Âge et ère moderne
Malgré la décadence généralisée des villes italiennes après la chute de Rome, Caere dut conserver une certaine importance puisque qu'elle fut un évêché jusqu'en 1029, avec huit évêques recensés ; mais la ville elle-même était directement gouvernée par la papauté.
Entre les XIIe et XIIIe siècles, une partie de sa population dut s'installer dans une localité voisine, Cere Novum, aujourd'hui Ceri, distincte de Caere renommée Cere Vetere, qui au XIIIe siècle appartenait à une Famille seigneuriale romaine, les Normands (Normanni (famiglia) (it)).
Le fief passa ensuite entre plusieurs mains, pour terminer entre celles des Ruspoli (Maison Ruspoli) en 1674, jusqu'à l'abolition totale de la féodalité en Italie en 1870.
Lors de la Seconde Guerre mondiale, deux aérodromes militaires furent opérationnels sur le territoire communal : "Cerveteri" et "Furbara" (Aeroporto di Furbara (it)). Sur ce dernier aérodrome, en 1938, Mussolini et Hitler assistèrent  à une démonstration voulant démontrer l'efficacité de l'armée de l'air italienne.
Centre agricole, Cerveteri s'est tournée dans la deuxième moitié du XXe siècle vers le tourisme : en 1967 ouvre le Musée national archéologique de Cerveteri.

## Administration
| Période                                  | Période       | Identité         | Étiquette           | Qualité |
| ---------------------------------------- | ------------- | ---------------- | ------------------- | ------- |
| juin 2003                                | 29 avril 2008 | Antonio Brazzini |                     |         |
| 29 avril 2008                            | En cours      | Gino Ciogli      | Partito Democratico |         |
| Les données manquantes sont à compléter. |               |                  |                     |         |

### Hameaux
Plusieurs hameaux sont intégrés à la structure communale de Cerveteri : Sasso, Ceri, Valcanneto, Marina di Cerveteri, Cerenova, Campo di mare, San Martino, I Terzi, Due Casette.

### Communes limitrophes
Anguillara Sabazia, Bracciano, Fiumicino, Ladispoli, Santa Marinella, Tolfa

### Évolution démographique
Habitants recensés

## Jumelages
- Almuñécar (Espagne)
- Livry-Gargan (France)
- Fürstenfeldbrück (Allemagne)